# 自治税務局
自治税務局（じちぜいむきょく、英語: Local Tax Bureau）は、総務省の内部部局の一つ。

## 職務
- 地方自治の普及徹底に関する事務のうち地方税制（地方税、地方道路譲与税、石油ガス譲与税、自動車重量譲与税、特別とん譲与税及び航空機燃料譲与税並びに国有資産等所在市町村交付金及び国有資産等所在都道府県交付金、日本郵政公社有資産所在市町村納付金及び日本郵政公社有資産所在都道府県納付金並びに国有提供施設等所在市町村助成交付金に関する制度をいう。以下同じ。）に係るものに関すること。
- 地方税制に関する国と地方公共団体及び地方公共団体相互間の連絡調整に関すること。
- 地方自治に影響を及ぼす国の施策の企画及び立案並びに運営に関し、必要な意見を関係行政機関の長に述べる事務のうち地方税制に係るものに関すること。
- 地方税に関する制度の企画及び立案に関すること。
- 法定外普通税及び法定外目的税の新設又は変更に係る協議及び同意に関すること。
- 前二号に掲げるもののほか、地方税に関すること。
- 地方道路譲与税、石油ガス譲与税、自動車重量譲与税、特別とん譲与税及び航空機燃料譲与税に関すること。
- 国有資産等所在市町村交付金及び国有資産等所在都道府県交付金、日本郵政公社有資産所在市町村納付金及び日本郵政公社有資産所在都道府県納付金並びに国有提供施設等所在市町村助成交付金に関すること。
- 地方財政審議会固定資産評価分科会の庶務に関すること。

## 組織
- 局長
- 企画課 
  - 総務室
  - 税務企画官
- 都道府県税課 
  - 税務管理官
- 市町村税課 
  - 住民税企画専門官
- 固定資産税課 
  - 資産評価室
  - 固定資産鑑定官　
  - 審査訴訟専門官　
  - 交納付金管理官

## 歴代自治税務局長
| 氏名       | 在任期間              | 前職                                      | 後職             |
| ---------- | --------------------- | ----------------------------------------- | ---------------- |
| 瀧野欣彌   | 2002年1月 - 2003年1月 |                                           | 大臣官房長       |
| 板倉敏和   | 2003年1月 - 2005年8月 | 大臣官房総括審議官                        | 消防庁長官       |
| 小室裕一   | 2005年8月 - 2006年7月 |                                           |                  |
| 河野栄     | 2006年7月 - 2009年7月 | 大臣官房審議官                            | 消防庁長官       |
| 岡崎浩巳   | 2009年7月 - 2012年9月 |                                           | 消防庁長官       |
| 株丹達也   | 2012年9月 - 2013年8月 | 消防庁次長                                | 退官             |
| 米田耕一郎 | 2013年8月 - 2014年7月 | 自治行政局選挙部長                        | 退官             |
| 平嶋彰英   | 2014年7月 - 2015年7月 | 大臣官房審議官（税務担当）                | 自治大学校長     |
| 青木信之   | 2015年7月 - 2016年6月 | 大臣官房審議官                            | 消防庁長官       |
| 林﨑理     | 2016年6月 - 2017年7月 | 内閣官房内閣審議官                        | 大臣官房長       |
| 内藤尚志   | 2017年7月 - 2019年7月 | 内閣官房内閣審議官 内閣官房沖縄連絡室室員 | 自治財政局長     |
| 開出英之   | 2019年7月 - 2020年7月 | 内閣官房内閣審議官                        | 復興庁統括官     |
| 稲岡伸哉   | 2020年7月 - 2022年6月 | 総務省大臣官房審議官（税務担当）          | 退官             |
| 川窪俊広   | 2022年6月 - 2023年1月 | 総務省大臣官房審議官（税務担当）          | 総務省大臣官房付 |
| 池田達雄   | 2023年1月 - 2024年7月 | 総務省大臣官房審議官（税務担当）          | 消防庁長官       |
| 寺﨑秀俊   | 2024年7月 -           | 復興庁統括官付審議官                      | 現職             |